# Bassiano
Bassiano település Olaszországban, Lazio régióban, Latina megyében. Lakosainak száma 1440 fő (2023. január 1.). Bassiano Carpineto Romano, Norma, Sermoneta és Sezze községekkel határos.

## Népesség
A település népessége az elmúlt években az alábbi módon változott:
| Lakosok száma | 1554 | 1530 | 1440 |
|               | 2017 | 2018 | 2023 |